# Nacarina cordillera
Nacarina cordillera là một loài côn trùng trong họ Chrysopidae thuộc bộ Neuroptera. Loài này được Banks miêu tả năm 1910.